# Ravn Alaska
Ravn Alaska – amerykańska linia lotnicza z siedzibą w Anchorage w stanie Alaska. Głównym węzłem jest port lotniczy Anchorage-Ted Stevens.